# Petr Gabriel
Petr Gabriel (ur. 17 maja 1973 w Pradze) – czeski piłkarz występujący na pozycji obrońcy.

## Kariera klubowa
Jego pierwszym zawodowym zespołem była drużyna Viktoria Žižkov, następną Sparta Praga. W drużynie ze stolicy występował w latach 1996–2000. Dobre występy zaowocowały transferem do zespołu Bundesligi – 1. FC Kaiserslautern. Jednak w barwach tej drużyny wystąpił tylko w siedmiu spotkaniach, co spowodowało jego powrót (wypożyczenie) do Czech – do FK Teplice. Ponownie powrócił do 1. FC Kaiserslautern, by zostać w 2003 roku sprzedanym do Arminii Bielefeld. W jej barwach wystąpił w 102 ligowych spotkaniach zdobywając 3 gole. W 2008 roku odszedł do Viktorii Žižkov, by w niej rok później zakończyć karierę piłkarską.

## Kariera reprezentacyjna
W pierwszej reprezentacji Czech rozegrał do tej pory siedem spotkań. Był członkiem kadry na Euro 2000, gdzie zagrał dwa mecze.